# Wechsler Adult Intelligence Scale
La Wechsler Adult Intelligence Scale (o WAIS) è il più noto test d'intelligenza utilizzato in età adulta e applicabile dal sedicesimo anno di età (16-90 anni).

## Storia
Pubblicata nel 1955, è frutto di una revisione dell'originale Forma I della Scala d'Intelligenza Wechsler-Bellevue pubblicata nel 1939. Nel 1981, dopo la morte di David Wechsler, è stata pubblicata un'ulteriore revisione, la "Wechsler Adult Intelligence Scale - Revised" (o WAIS-R), in cui sono eliminati elementi ormai obsoleti ed è stato modificato l'ordine di somministrazione dei subtest e adattata l'attribuzione dei punteggi nei subtest. Successivamente sono create altre due versioni del test: nel 1997 è stata pubblicata la WAIS-III e nel 2008 la WAIS-IV. Le modifiche apportate da queste nuove versioni riguardano l'introduzione di nuovi subtest e la possibilità di ricavare ulteriori Indici oltre ai classici Quozienti Intellettivi (QI). La taratura italiana è attualmente disponibile per le Scale WAIS, WAIS-R e WAIS-IV a cura di Giunti O.S.
Le Scale Wechsler permettono di valutare numerosi processi psichici relativi al funzionamento cognitivo:
- del pensiero,
- della memoria,
- dell'esame di realtà,
- della capacità di pianificazione.

Forniscono anche un'idea di come il soggetto utilizzi le sue capacità e risorse.

## Scale, subtest e attribuzione dei punteggi
Le Scale si articolano in prove (subtest) di diverso contenuto e tipo di operazione mentale richiesta, a ciascuna delle quali viene attribuito un punteggio grezzo, successivamente convertito in un punteggio ponderato (con media 10 e deviazione standard 3) attraverso apposite tabelle di conversione dei punteggi.

Per l'attribuzione dei punteggi ponderati dei subtest si fa ricorso a un'unica tabella di conversione costruita a partire dai dati del campione normativo nella fascia d'età 19-34 anni, ovvero la fascia d'età che mostra prestazioni migliori al test.

Fino alla pubblicazione della WAIS-IV (2008, tr. it. 2013) i subtest erano raggruppati in due Scale: la Scala Verbale e la Scala di Performance. Nella WAIS, il clinico doveva somministrare prima tutti i subtest della Scala Verbale e, successivamente, tutti i subtest della Scala di Performance. Nella WAIS-R tale pratica è stata modificata e si procedeva con la somministrazione alternata dei subtest delle due Scale. Nella WAIS-III e nella WAIS-IV l'ordine di somministrazione delle prove è nuovamente modificato.

Nella WAIS-IV i subtest sono suddivisi in quattro gruppi che portano alla valutazione di quattro Indici: l'Indice di Comprensione Verbale (ICV), l'Indice di Ragionamento Visuo-Percettivo (IRP), l'Indice di Memoria di Lavoro (IML) e l'Indice di Velocità di Elaborazione (IVE).

## WAIS-R (1981, tr. it. 1997)

### Scala Verbale
La Scala Verbale include sei subtest: Informazione, Memoria di cifre, Vocabolario, Ragionamento aritmetico, Comprensione e Analogie.

La somma dei punteggi ponderati, ottenuti per ciascuno di essi, viene convertita, attraverso apposite tabelle di conversione dei punteggi (ricavate dal campione normativo) suddivise per fasce di età, in un Quoziente Intellettivo Verbale (o QIV), con M=100 e DS=15, che viene ritenuto indice delle capacità verbali del soggetto.

#### Informazione
Il subtest Informazione è il primo a essere somministrato; la prova è composta da 29 item riguardanti temi di cultura generale a cui viene attribuito un punteggio di 1 o 0; sono domande che danno informazioni sul rapporto della persona con l'ambiente circostante, la sua curiosità intellettuale, il livello di scolarizzazione del soggetto, le prestazioni della memoria a lungo termine e la capacità di recupero delle informazioni; essi sono fattori che influiscono sulle prestazioni della prova medesima (Groth-Marnat, 2003; Kaufman, Lichtenberger, 1999, 2002, 2006).

Rispetto alla WAIS sono eliminati alcuni item ormai obsoleti con maggiore attenzione alla specifica dei criteri di attribuzione del punteggio.

#### Memoria di cifre
Il subtest si suddivide in due parti: Ripetizione diretta e Ripetizione inversa. Ciascuna delle due parti è composta da due serie di 7 item di difficoltà crescente (per la Ripetizione diretta verranno date da 3 a 9 cifre, per quella inversa invece da 2 a 8 cifre). Ciascun item è costituito da sequenze di numeri presentati oralmente dal clinico: il soggetto deve ripetere nello stesso ordine (Ripetizione diretta) o in ordine inverso (Ripetizione inversa) la sequenza di numeri che ha udito in maniera alternata.

Il punteggio finale della prova viene attribuito dalla somma dei punteggi ottenuti separatamente alle due parti del test. La prova viene inoltre annullata dopo due errori consecutivi.

Il test fornisce informazioni circa le prestazioni della memoria uditiva a breve termine e dell'attenzione. Più specificamente, per il compito di Ripetizione diretta viene di norma utilizzata la memoria subvocale, mentre per il compito di Ripetizione inversa può essere utilizzata una codifica delle informazioni di tipo verbale o spaziale (Groth-Marnat, 2003; Kaufman, Lichtenberger, 1999, 2002, 2006).

#### Vocabolario
Il subtest è composto da 39 vocaboli che il soggetto deve definire oralmente.

Ad ogni risposta viene attribuito un punteggio pari a 2, 1 o 0 punti a seconda della pertinenza della definizione.

Il test fornisce informazioni circa l'intelligenza generale, l'interesse e la curiosità intellettuale, lo sviluppo della competenza linguistica, le competenze verbali in generale e le prestazioni della memoria a lungo termine (Groth-Marnat, 2003; Kaufman, Lichtenberger, 1999, 2002, 2006). 

Nella WAIS-R sono stati eliminati alcuni item presenti nella WAIS e aggiunti dei nuovi.

#### Ragionamento aritmetico
Il subtest è composto da 14 problemi aritmetici che il soggetto deve risolvere mentalmente e a cui deve rispondere oralmente. Il punteggio è attribuito in base al tempo impiegato per la risposta: se la risposta viene fornita a tempo scaduto, il punteggio attribuito all'item è 0; se la risposta viene fornita con rapidità possono essere attribuiti punteggi bonus in base al tempo impiegato.

Il test fornisce informazioni relative alla concentrazione, alla rapidità di calcolo, alle capacità di ragionamento logico e all'ansia da prestazione del soggetto (Groth-Marnat, 2003; Kaufman, Lichtenberger, 1999, 2002, 2006). 

Rispetto alla WAIS, nella WAIS-R gli item sono stati adattati alle nuove valute.

#### Comprensione
La prova è composta da 16 domande presentate oralmente che riguardano situazioni e problemi caratteristici del contesto linguistico e culturale in cui è tarata la Scala. Ad ogni risposta viene attribuito un punteggio pari a 2, 1 o 0 punti a seconda della pertinenza della risposta. 

Questo subtest fornisce informazioni relative alla capacità di giudizio e all'orientamento nella realtà da parte del soggetto (Groth-Marnat, 2003; Kaufman, Lichtenberger, 1999, 2002, 2006).

Rispetto alla versione precedente sono stati eliminati due item.

#### Analogie
La prova è costituita da una serie di 14 coppie di parole presentate oralmente: il soggetto deve individuare e verbalizzare le analogie tra i due elementi di ciascuna coppia. Ad ogni risposta viene attribuito un punteggio pari a 2, 1 o 0 punti a seconda dell'attinenza delle risposte.

 Questo subtest fornisce informazioni relative alle capacità di ragionamento logico astratto e alla formazione di concetti (Groth-Marnat, 2003; Kaufman, Lichtenberger, 1999, 2002, 2006).

### Scala di Performance
I subtest della Scala di Performance sono 5. La somma dei punteggi ponderati, ottenuti per ciascuno di essi, viene convertita, attraverso apposite tabelle di conversione dei punteggi (ricavate dal campione normativo) suddivise per fasce di età, in un Quoziente Intellettivo di Performance (o QIP), con M=100 e DS=15, che viene ritenuto indice delle capacità non verbali del soggetto.

#### Completamento di figure
20 figure di cui viene chiesto al soggetto l'elemento mancante. La risposta deve essere fornita entro un tempo limite.

Il test richiede un'analisi spaziale accurata della figura ed indica la capacità di discriminare oggetti familiari. Può essere considerato un test di cultura generale non verbale.

#### Disegno con cubi
(Test dei cubi di Kohs) Vengono forniti al soggetto 9 cubi con le facce colorate (2 rosse, 2 bianche, 2 bianche e rosse) che egli deve disporre secondo il pattern raffigurato su 9 cartoncini che gli vengono presentati. Il punteggio viene attribuito per la correttezza e la velocità d'esecuzione (sono previsti punteggi supplementari a seconda del tempo impiegato).

Il test fornisce informazioni circa l'organizzazione visiva, il ragionamento logico e le abilità visuopercettive

#### Riordinamento di storie figurate
Vengono mostrate al soggetto 10 serie di immagini che devono essere riordinate in modo da costituire una storia di senso compiuto. La prova è a tempo e la difficoltà delle serie di item è crescente.

Il test fornisce informazioni circa l'organizzazione percettiva del soggetto, la capacità di anticipare gli eventi (memoria prospettica), la capacità di elaborazione delle informazioni per arrivare ad un fine e l'intelligenza sociale.

#### Ricostruzione di figure
4 item composti da elementi separati che il soggetto deve ricomporre nel modo appropriato per formare delle figure. È una prova a tempo ed il punteggio viene attribuito in base al numero di elementi accostati in modo corretto più punteggi bonus relativi alla velocità di prestazione.

Il test da' informazioni circa la capacità di sintesi del soggetto, l'apprendimento per prove ed errori, la capacità manipolativa e il pensiero concreto.

#### Associazione di simboli a numeri
Viene fornita al soggetto una chiave composta da numeri associati a simboli. Successivamente vengono presentati 100 item, composti da soli numeri a cui il paziente deve associare il simbolo corretto. I primi 7 item sono di prova e non vengono conteggiati nel punteggio finale; per gli altri 93 viene attribuito un punto per ogni risposta corretta, valutando il tempo di prestazione.

Il test fornisce informazioni circa le capacità di memoria, attenzione e concentrazione, velocità di prestazione, coordinazione e destrezza.

Il quoziente intellettivo totale (QIT) è dato dalla somma dei punteggi ponderati ottenuti alle due Scale, convertita in punteggio QI(con M=100 e DS=15) attraverso le apposite tabelle di conversione dei punteggi ricavate dal campione normativo di riferimento e suddivise per fasce d'età.

## WAIS-III (1997)
Benché la struttura della WAIS-III sia sostanzialmente identica a quella della WAIS-R, sono introdotti alcuni cambiamenti che preannunciano le ben più significative modifiche proposte con la WAIS-IV.

La WAIS-III tenta di affrancarsi dalla tradizionale struttura dicotomica (verbale/performance) e di avvicinarsi maggiormente al modello psicometrico di intelligenza di ultima generazione: il modello di Cattell, Horn e Carroll (CHC; McGrew, 1997) (Rivolta, Lang, Michelotti, 2010).La Scala, infatti, può essere letta usando come riferimento teorico anche il modello CHC.
Il modello CHC è il modello di intelligenza psicometrico di ultima generazione (McGrew, 1997). Si tratta di un modello gerarchico delle abilità cognitive. Al vertice superiore si colloca il fattore g; successivamente si collocano le abilità ampie e, infine, le abilità ristrette. Le abilità cognitive ampie sono: Intelligenza cristallizzata (Gc), Elaborazione visiva (Gv), Abilità di lettura e di scrittura (Grw), Memoria a breve termine (Gsm), Intelligenza fluida (Gf), Velocità di elaborazione (Gs), Immagazzinamento a lungo termine e rievocazione (Glr), Elaborazione uditiva (Ga) e Velocità nel prendere decisioni/Tempo di reazione (Gt). Numerose sono le abilità ristrette sottostanti ad ogni abilità ampia. . Nel 2012, Schneider e McGrew pubblicano una revisione del modello in base ai dati di ricerca: nasce così la CHC 2v (Lang, Michelotti, 2013; Rivolta, Lang, Michelotti, 2012) 

La Scala include tre nuovi subtest: Matrici, ricerca di simboli e Riordinamento di lettere e numeri